# شي شي

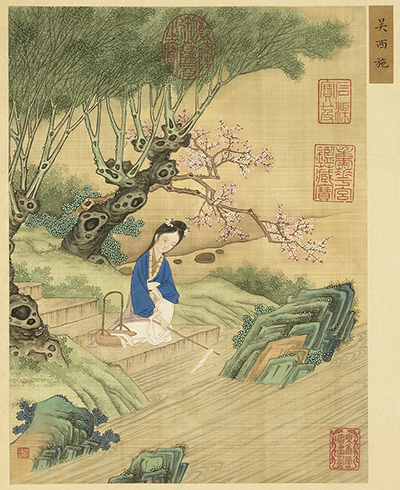
شي شي كما هو موضح في ألبوم جمع أحجار الجمال الكريمة (畫麗珠萃秀)

شي شي (بالإنجليزية Xi Shi) (بالصينية: 西施)، (بالبينيين Xī Shī)، (بالويد–جيلز Hsi1 Shih1) حرفيًا «(سيدة) شي الغرب»، 506 قبل الميلاد -؟، كانت واحدة من الجميلات الأربع المشهورة في الصين القديمة. وقيل إنها عاشت خلال نهاية فترة الربيع والخريف في تشوجي، عاصمة ولاية يوي القديمة. كان اسمها شي يجيانج 施 夷 光) Shi Yiguang).
قيل إن جمال شي شي شديد للغاية لدرجة أنها بينما تميل على الشرفة للنظر للأسماك الموجودة في البركة، ستكون الأسماك منبهرة لدرجة أنهم ينسوا السباحة ويغرقوا تحت السطح. هذا الوصف بمثابة المعنى وراء أول حرفين من المصطلح الصيني 沉魚落雁 ، 沉魚落雁 (بالبينيينchényú luòyàn, bìyuè xiūhuā)، بالشارة إلى الجميلات الأربعة التي تستخدم للإشادة جمال المرأة، وهذا يعني أنها جميلة جدا لدرجة تغرق الأسماك وتغري الطيور على السقوط، وتكسف القمر وتزهر الزهور، (حرفيا "غوص السمك / سقوط أوزة، إخفاء القمر / تخجل الزهرة ').

## قصة شي شي
كان الملك جوجيان ملك يوي قد سُجن ذات مرة من قبل الملك فوشاي وو بعد هزيمته في الحرب، وأصبحت يوي فيما بعد دولة رافدة لوو. وين تشونغ وزير جوجيان، الذي كان يخطط للانتقام سراً له، كان يخطط لتدريب النساء الجميلات وتقديمهن إلى فوتشاي كجزية (بمعرفة أن فوتشاي لا يستطيع مقاومة النساء الجميلات). وجد الوزير الآخر فان لي، شي شي وتشنغ دان، وأعطاهما لفوشاي في عام 490 قبل الميلاد.
مسحورا بجمال وعطف شي شي وتشنغ دان، نسي فوشاي كل شيء عن شؤون الدولة وبتحريض منهم، قتل أفضل مستشار له، الجنرال العظيم وو زيكسو. بنى فوشاي قصر جوانوا (قصر النساء الجميلات) في حديقة إمبراطورية على سفح تل لينجيان، على 15 كيلومتر (9.3 ميل) حوالي 15 كيلومتر (9.3 ميل) غرب سوجو. تضاءلت قوة وو، وفي عام 473 قبل الميلاد شن غوجيان ضربة وهزم جيش وو تمامًا. أعرب الملك فوشاي عن أسفه لأنه كان ينبغي أن يستمع إلى وو زيكسو، ثم انتحر.
في الأسطورة، بعد سقوط وو تقاعد فان لي (范蠡) من منصبه الوزاري وعاش مع شي شي على متن قارب صيد، يتجول مثل الجنيات في البرية في بحيرة تاي، ولم يرها أحد مرة أخرى. هذا وفقًا لـجيشو لـيوان كانج (越 绝 书). في نسخة أخرى، وفقا لموزي، هي أن شي شي توفيت في وقت لاحق من الغرق في النهر.

## تأثير
معبد شي شي، الذي يقع عند سفح تل تشو لوه (苎 萝) في الجزء الجنوبي من شياوشان، على ضفاف نهر هوانشا.
يقال إن البحيرة الغربية في هانغتشو هي تجسيد لشي شي، ومن هنا تسمى شيزي ليك، شيزي هو اسمًا آخر لشي شي، بمعنى ليدي شي. في أعماله المشهورة لأغنية الشعر، المشروبات في ويست ليك من خلال الشمس المشرقة والمطر (飲 Su 上 上 初 睛 居 雨)، قارن الباحث الشهير سو شي جمال شي شي مع البحيرة الغربية.
كتب لي باي من أسرة تانغ قصيدة عن شي شي.
ذكرت شي شي في رواية رحلة إلى الغرب، كعلامة على النعمة والجمال.
شي شي تظهر في قصة وشى القصيرة لجين يونغ (لويس تشا)، «سيف البكر يو» "Sword of the Yue Maiden".
ألهم اسمها أيضًا الاسم الحديث لشيه تزو، الذي يترجم اسمه الصيني إلى «كلب شي شي»، ولكن اسمه الإنجليزي قد جاء من كلمة «الأسد». اللقب «كلب الأسد» باللغة الصينية للبكينيين.

## وصلات خارجية
- A Depiction